# Gotthardvertrag
Der Gotthardvertrag ist ein Staatsvertrag, der am 13. Oktober 1909 zwischen der Schweiz, dem Deutschen Reich und dem Königreich Italien abgeschlossen wurde.
Der unkündbare Vertrag regelt bis heute den alpenquerenden Eisenbahnverkehr durch den 1882 eingeweihten Gotthardtunnel und erlaubte es den Achsenmächten im Zweiten Weltkrieg, ihren Güterverkehr durch die Schweiz aufrechtzuerhalten. Der Vertrag wurde abgeschlossen, als die Schweiz nach der Gründung der staatlichen SBB auch die von Italien und Deutschland mitfinanzierte Gotthardbahn verstaatlichen wollte und dagegen Vorbehalte seitens Deutschlands und Italiens geltend gemacht wurden.
Der Gotthardvertrag löste Proteste im Schweizer Volk aus, da der Rückkauf der Gotthardbahn, der in der Konzession vorgesehen war, als Angelegenheit eines souveränen Staates verstanden wurde, und führte 1921 zur Aufnahme des Staatsvertragsreferendums in die Schweizer Bundesverfassung.